# Alojzy Melich
Alojzy Paweł Melich (ur. 7 czerwca 1918 w Gliwicach, zm. 21 kwietnia 2006 w Katowicach) – polski ekonomista, poseł na Sejm PRL VI, VII i VIII kadencji z ramienia PZPR.

## Życiorys
Syn Ignacego i Marii. Ukończył Akademię Handlową w Krakowie. Przed wojną członek Ruchu Narodowo-Radykalnego „Falanga”. W 1946 wstąpił do Polskiej Partii Socjalistycznej, a wraz z nią w 1948 do Polskiej Zjednoczonej Partii Robotniczej (od 1969 zasiadał w Komitecie Wojewódzkim partii w Katowicach, w tym od 10 grudnia 1979 do 8 grudnia 1980 w jego egzekutywie). Od 1950 był pracownikiem naukowym Wyższej Szkoły Ekonomicznej w Katowicach (później przemianowanej na Akademię Ekonomiczną). Przeszedł w niej wszystkie stopnie kariery naukowej. Został profesorem nadzwyczajnym w 1964, a zwyczajnym w 1972. Od 1971 był członkiem korespondentem Polskiej Akademii Nauk. Był doktorem honoris causa Uniwersytetu im. Marcina Lutra w Halle-Wittenberdze. 
Był rektorem WSE w Katowicach w latach 1965–1975 i posłem na Sejm PRL w latach 1972–1985. Na VII Zjeździe PZPR w grudniu 1975 wybrany w skład Centralnej Komisji Kontroli Partyjnej (do 1980). Był także członkiem Rady Redakcyjnej organu teoretycznego i politycznego Komitetu Centralnego PZPR „Nowe Drogi”.
Specjalizował się w zagadnieniach finansów międzynarodowych, kryzysów finansowych, ekonomiki pracy i płac.

## Publikacje
- Teoretyczne i praktyczne metody płacowe we współczesnym kapitalizmie (1964)
- Rachunek ekonomiczny w socjalizmie (1971)
- Problemy płac w Polsce (1978)
- Społeczne cele gospodarowania (1978)
- Efektywność gospodarowania: istota – metody – warunki (1980)
- Organizacja i technika płac w przedsiębiorstwie (1987)
- Zarys współczesnych teorii stopy procentowej (1998)

## Odznaczenia i nagrody
- Krzyż Komandorski Orderu Odrodzenia Polski
- Krzyż Kawalerski Orderu Odrodzenia Polski
- Srebrny Krzyż Zasługi (1954)[2]
- Brązowy Medal „Za zasługi dla obronności kraju”
- Złota Odznaka „Zasłużony dla Rozwoju Województwa Katowickiego”
- Odznaka „Zasłużonemu dla Rozwoju Opolszczyzny”
- Nagroda indywidualna „Trybuny Ludu” (1978)[3]